# Pixies
Pixies is een Amerikaanse alternatieve-rockgroep uit Boston. De groep werd in 1986 opgericht door leadzanger en gitarist Black Francis, leadgitarist Joey Santiago, bassiste en zangeres Kim Deal en drummer David Lovering. Na het uitbrengen van vier invloedrijke studioalbums werd de groep in 1993 opgeheven. In 2004 kwam de groep weer bij elkaar. Kim Deal stapte in 2013 uit de groep; het volgende jaar werd het nieuwste studioalbum in 23 jaar uitgebracht. Van 2014 tot 2024 vervulde Paz Lenchantin de rol van bassiste en zangeres, in 2024 nam Emma Richardson haar plaats in.
De muziekstijl van Pixies wordt omschreven als een innovatieve combinatie van punk-, indie- en surfrock met een extreme luid-zacht-luid-dynamiek, vlijmscherpe gitaarpartijen en cryptische teksten. Hoewel de verkoopcijfers van hun albums bescheiden bleven, worden ze een van de invloedrijkste alternatieve rockgroepen van de jaren 80 genoemd, met name in grunge- en indiekringen.

## Geschiedenis

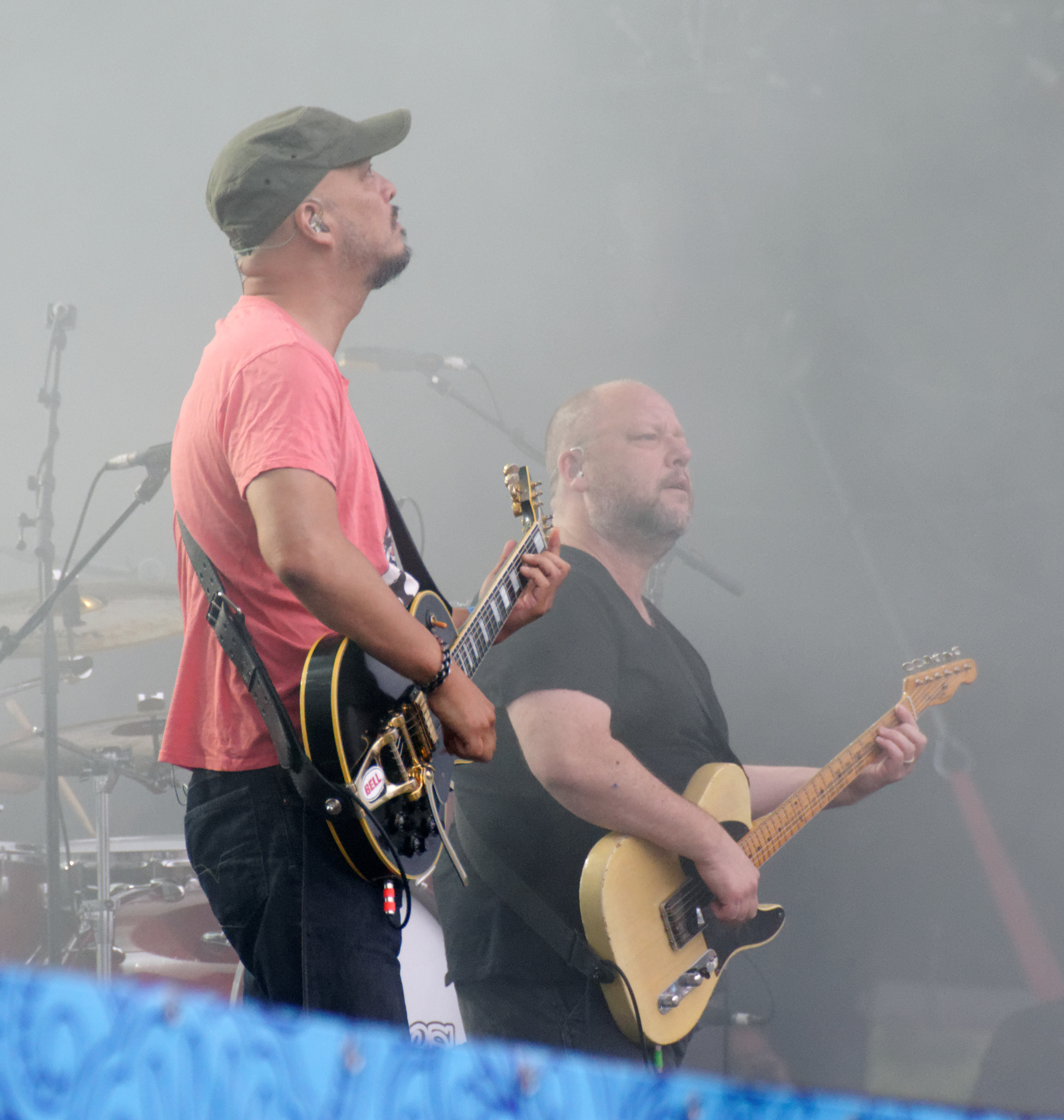
Joey Santiago (links) en Black Francis (rechts) in 2014

### Oprichting
In 1986 verlieten Black Francis (echte naam: Charles Thompson) en Joey Santiago de Universiteit van Massachusetts om een band op te richten. In de Boston Phoenix plaatsten ze een advertentie voor een bassist die hield van Hüsker Dü en Peter, Paul and Mary, waarop Kim Deal reageerde. Via Deals echtgenoot kwamen ze in contact met drummer David Lovering. Het kwartet noemde zichzelf Pixies, een woord dat Santiago had uitgekozen na willekeurig door een woordenboek te bladeren.

### Come on PilgrimenSurfer Rosa
Al vroeg in hun bestaan kreeg Pixies een verzoek om de optredens van Throwing Muses te ondersteunen. Tijdens een concert werden ze ontdekt door manager Gary Smith, die de groep uitnodigde voor een opnamesessie. In maart 1987 nam de groep in drie dagen achttien nummers op. Deze demo, The Purple Tape, kwam in de handen van het Britse platenlabel 4AD, dat in september 1987 acht nummers van de demo compileerde op de ep Come on Pilgrim. Hierop dook Pixies de studio in voor haar eerste echte studioalbum, Surfer Rosa, geproduceerd door Steve Albini. Het album werd uitgebracht in de lente van 1988, ontving enthousiaste recensies van de Britse muziekpers en werd een hit op de Amerikaanse collegecampussen. De groep oversteeg zelfs hun hoofdact Throwing Muses in populariteit, waarna de groepen van rol wisselden. Ook in Nederland werd de groep met open armen ontvangen; Francis zou later zeggen dat Nederland de eerste plek was waar Pixies doorbraken.

### Doolittle,BossanovaenTrompe le Monde
Pixies tekende een contract bij Elektra Records en dook met nieuwe vaste producent Gil Norton de studio in voor haar tweede studioalbum, Doolittle. Tijdens de opnames ontstonden de eerste moeilijkheden tussen Francis en Deal; Francis bleef altijd de creatieve sleutelfiguur van de groep en de inbreng van Deal werd met elk album geringer. Doolittle werd een succes, vooral in Groot-Brittannië en op het Europese vasteland, maar behaalde ook twee top 10-hits in de Amerikaanse Hot Modern Rock Tracks. Begin 1990 besloot de groep vanwege de spanningen tussen Francis en Deal een muzikale pauze in te lassen. Black Francis ging solo, terwijl Kim Deal met haar tweelingzus Kelley The Breeders oprichtte.

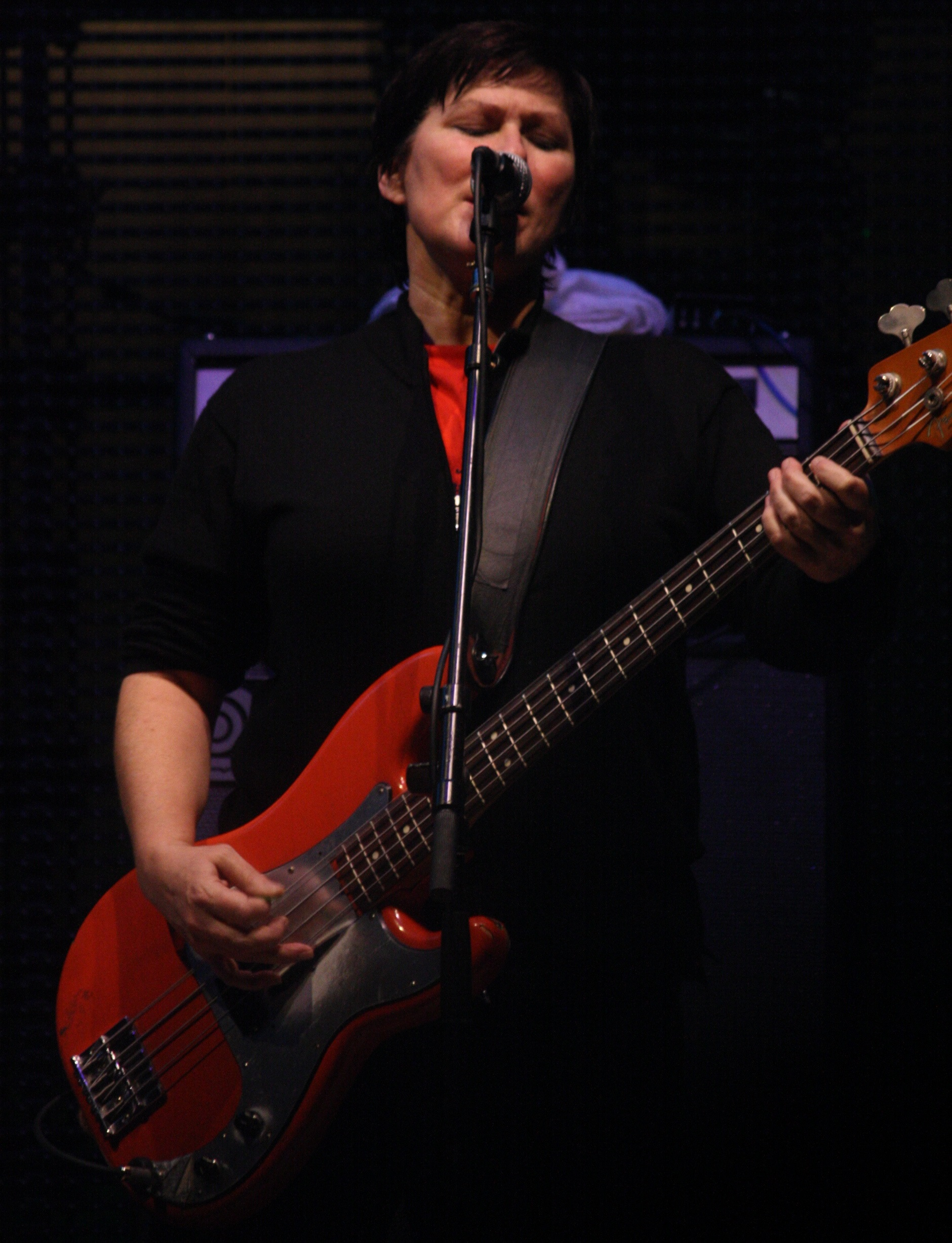
Kim Deal in 2009

In de zomer van 1990 kwam de groep weer bij elkaar en werd het derde studioalbum Bossanova opgenomen, waarop invloed van surfrock te horen was. Het album had niet het succes van diens voorgangers, maar behaalde de derde plek op de UK Albums Chart en leverde de groep een hoofdact op het Reading Festival op. Ondertussen bleven de spanningen tussen Francis en Deal toenemen. Het vierde studioalbum Trompe le Monde werd in 1991 opgenomen en was een terugkeer naar het luidere geluid van de eerste twee albums, maar de inbreng van Deal was minimaal.

### Opheffing
Na een tournee als openingsact van U2 laste de groep naar eigen zeggen een pauze in, maar Francis had er klaarblijkelijk genoeg van en kondigde in een interview met BBC Radio 5 het einde van Pixies aan. Later op de dag liet hij het nieuws per fax ook aan zijn groepsleden weten. Black Francis veranderde zijn artiestennaam naar Frank Black en hervatte zijn solocarrière met Santiago en The Catholics, terwijl Deal zich richtte op The Breeders en Lovering op zijn goochelact.
De nalatenschap van Pixies had een grote invloed op de grungebeweging van de jaren 90; Kurt Cobain van Nirvana gaf toe dat zijn hit Smells Like Teen Spirit een poging was om Pixies te imiteren. Ook David Bowie verklaarde fan te zijn en nam een cover op voor zijn album Heathen.

### Indie Cindy,Head Carrier,-2024
In 2004 kwamen de groepsleden weer bij elkaar voor een uitverkochte reünietournee. De daaropvolgende jaren bleef Pixies met regelmaat optreden en werd er één nieuw nummer opgenomen: Bam Thwok uit 2004.
In juni 2013 verliet Kim Deal de groep. Kort daarop bracht de groep het nummer Bagboy uit, het eerste nieuwe nummer in tien jaar, gevolgd door de korte platen EP1, EP2 en EP3 in 2013 en 2014. Kim Shattuck verving Deal op gitaar en zang tijdens de nieuwe tournee. Na amper twee maanden werd Shattuck uit de groep gezet, naar eigen zeggen vanwege haar extraverte podiumgedrag, en werd ze vervangen door Paz Lenchantin.
In april 2014 werd voor de eerste keer in bijna 23 jaar een nieuw album uitgegeven. Indie Cindy, zonder enige inbreng van Deal, klonk meer gepolijst dan de vorige albums en ontving matige recensies. In september 2016 verscheen Head Carrier, het zesde album van de groep. Het is het eerste album van Pixies waarop Paz Lenchantin te horen is als bassiste en zangeres, nadat ze eerder dat jaar werd gepromoveerd tot vast groepslid. Met haar brachten ze de albums Beneath the Eyrie (2019) and Doggerel (2022) uit.In 2024 verliet ze de band. 

### The night the Zombies Came
In 2024 werd Emma Richardson de bassiste en zangeres, voorheen lid van Band of Skulls. In oktober 2024 werd het negende album uitgebracht The Night the Zombies Came, gevolgd door een tournee, o.a. in de Lotto Arena in België en Nederland.

## Bezetting

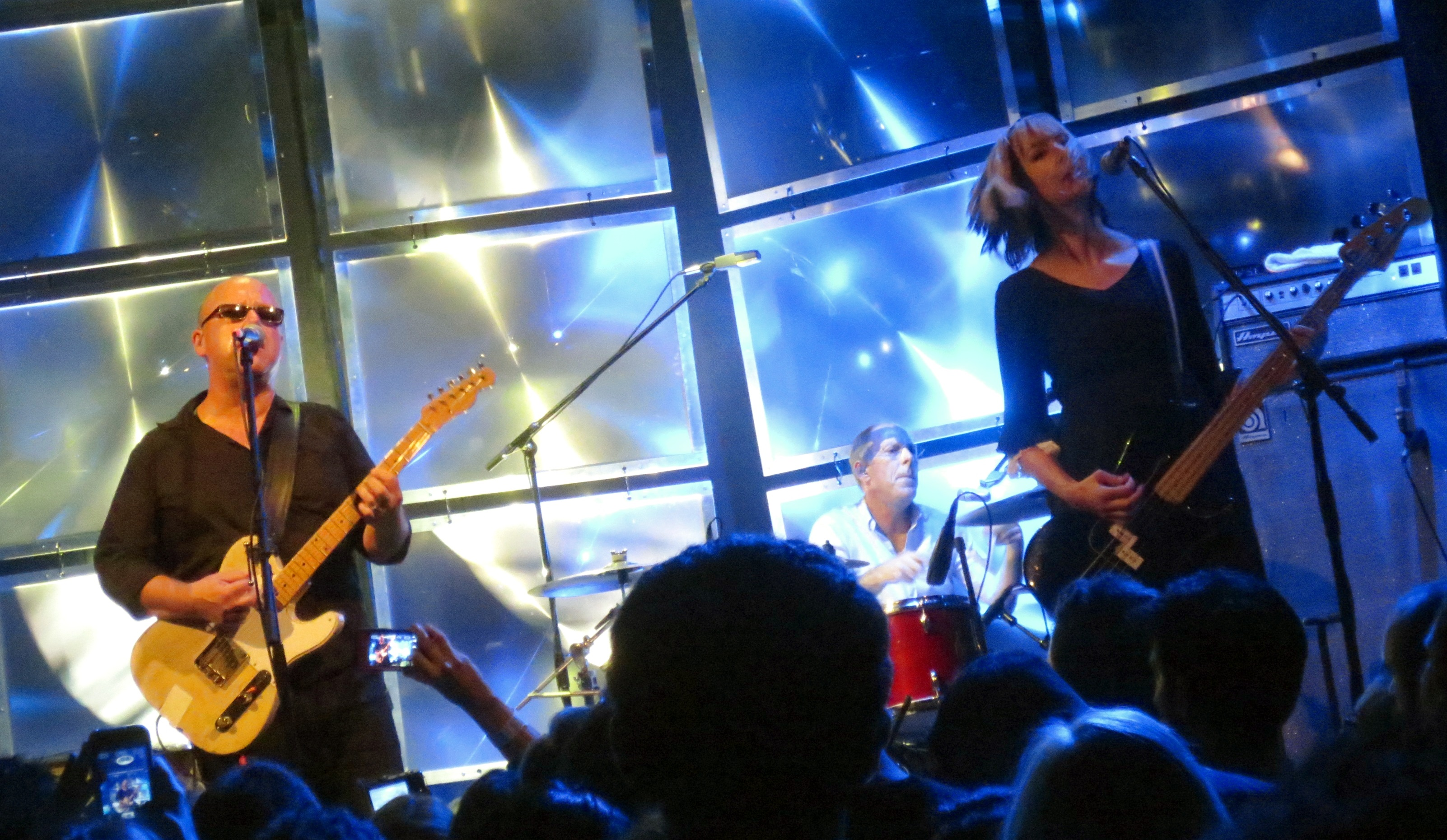
Black Francis (links), David Lovering (midden) en Kim Shattuck (rechts) in 2013

### Huidige leden
- Black Francis - zang, gitaar (1986-)
- Joey Santiago - gitaar (1986-)
- David Lovering - drums (1986-)
- Emma Richardson - basgitaar, zang (2024-)

### Oud-leden
- Kim Deal - basgitaar, zang (1986-2013)
- Kim Shattuck - basgitaar, zang (2013)
- Paz Lenchantin - basgitaar, zang (2016-2024)

## Discografie

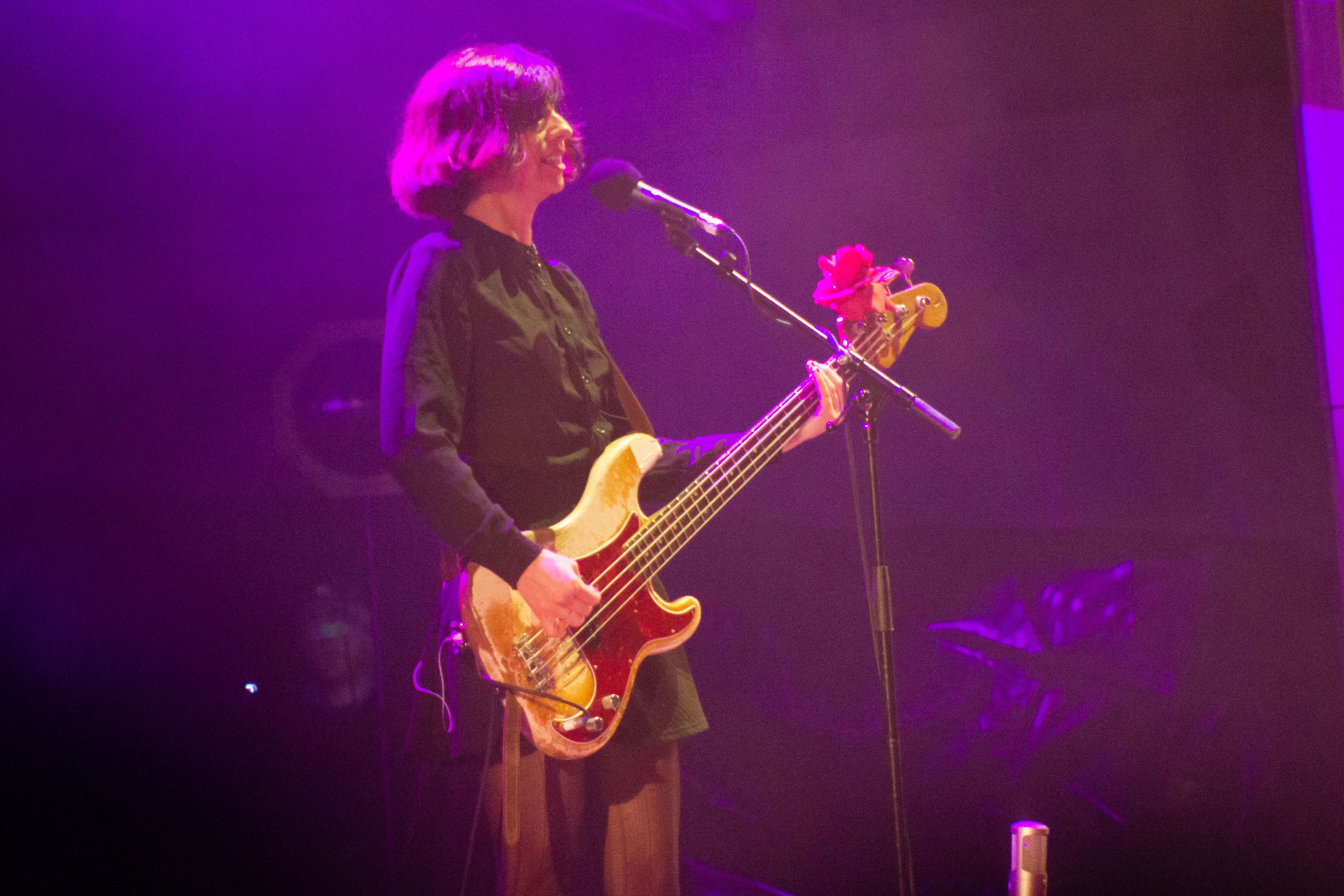
Paz Lenchantin in 2014

### Studioalbums
- Surfer Rosa (1988)
- Doolittle (1989)
- Bossanova (1990)
- Trompe le Monde (1991)
- Indie Cindy (2014)
- Head Carrier (2016)
- Beneath the Eyrie (2019)
- Doggerel (2022)
- The Night the Zombies Came (2024)

### Ep's
- Come on Pilgrim (1987)
- Pixies (2002)
- EP1 (2013)
- EP2 (2014)
- EP3 (2014)

### Overige albums
- Surfer Rosa & Come On Pilgrim (1988) - dubbelalbum
- Death to the Pixies (1997) - compilatiealbum, ook als dubbel-cd verkrijgbaar waarbij de tweede cd liveopnamen bevat.
- Pixies at the BBC (1998) - livealbum
- Complete B-Sides (2001) - compilatiealbum
- Wave of Mutilation: Best of Pixies (2004) - compilatiealbum
- Minotaur (2009) - boxset

### Dvd's
- Pixies (2004) - documentairefilm
- Pixies: "Sell Out" Reunion Tour 2004 (2006) - liveconcert
- loudQUIETloud (2006) - documentairefilm
- "Acoustic" Live In Newport (2006) - liveconcert

### NPO Radio 2 Top 2000
| Nummers met noteringen in de NPO Radio 2 Top 2000 | '16  | '17  | '18  | '19  | '20  | '21  | '22 | '23 | '24 |
| ------------------------------------------------- | ---- | ---- | ---- | ---- | ---- | ---- | --- | --- | --- |
| Monkey Gone to Heaven                             | 1498 | 1578 | 1777 | 1707 | 1693 | 1687 | -   | -   | -   |
| Where Is My Mind?                                 | -    | -    | -    | -    | -    | -    | 896 | 816 | 817 |

1. ↑  Een '-' betekent dat het nummer niet was genoteerd en een vetgedrukt getal geeft de hoogste notering van een nummer aan.
2. ↑  2016 was het eerste jaar met een notering voor Pixies.